# Hålflöjt
Hålflöjt (tyska: Hohlflöte, franska: Flûte creuse) är en orgelstämma inom flöjtstämmor som är (16´), 8´, 4´ eller 2´. Den tillhör kategorin labialstämmor och är öppen cylindrisk. När hålflöjtens pipor inte är tillverkade av koppar eller trä  har de oftast låg tennhalt. Klangen är kraftig och bärig.